# 五姓田芳柳
五姓田 芳柳（ごせだ ほうりゅう、文政10年2月1日（1827年2月26日） - 明治25年（1892年）2月1日）は江戸時代末期から明治初期にかけて活躍した洋画家、浮世絵師。初世である。

## 来歴
江戸赤坂の紀州藩士浅田冨五郎の子として紀州藩邸で生まれる。幼名は岩吉、後に源次郎、伝次郎、重次郎、芳次郎、弥平治、大輔、半七と改める。一点斎重次、芳滝、芳柳、柳翁と号す。天保3年（1832年）と同4年に（1833年）に相ついで両親と死別し、元秋田藩士・本多庄兵衛の養子となり源次郎と改名。天保12年（1841年）数え15歳の時、養父が久留米藩士・猪飼藤兵衛の養子孫となるも、まもなく藤兵衛は亡くなり養父庄兵衛が跡を継ぐ。またこの頃歌川国芳に入門して浮世絵を学んでいる。天保14年（1843年）17歳にして画家を決意して各地を歴遊、20歳前後に5年間諸国を遊学し、長崎ではオランダ絵画を実見している。嘉永元年（1848年）久留米藩士、森田弥左衛門に入婿したとき末娘（一説に次女）の勢子と結婚し、三男二女をもうけている。長男が森田氏の跡を取り、次男義松、長女たつ（渡辺幽香）が画業を受け継いだ。長男、三男は夭折しており、次女の夫、子之吉が二世五姓田芳柳を襲名している。
嘉永2年（1849年）3月には樋口探月に入門、狩野派の画法も学んでいる。嘉永5年（1852年）には洋風画を模して暈影法を用いて新派を開いた。これは油彩ではなく、絹地に陰影法を使った独特の作風である。安政4年（1857年）藩士を辞め（妻子は藩邸内森田家に在住）、仙台藩吉沢金之助の義弟となり吉沢家を継ぐ。万延元年（1860年）横浜に赴き初めて西洋人と交わる。このときドクトル・セメンズのもとで初めて油絵を見て、ここから横浜絵（絹絵、隈絵、写真絵とも呼ばれる）を発想したという。明治元年（1878年）このように養子縁組を繰り返して、浅田、本多、猪飼、森田、吉沢と五度姓を変えたことにちなみ、五姓田姓を名乗る。明治3年（1870年）義松を追って横浜に移住し外国の水兵の土産用にこの肉筆の横浜絵（絹絵、隈絵、写真絵とも呼ばれる）を制作販売する工房を構える。後に横浜に移り、外国人の肖像画を描き、評判を得るが軸物や屏風などといった風俗画も描いている。
明治6年12月浅草に工房を移し、多くの弟子を抱えながらジオラマを創始し、肖像画を制作した。同年、宮内省からの注文で明治天皇の御影を描いた。さらに昭憲皇太后の肖像画も描いている。また軍医頭・松本良順の知遇を得て、明治8年（1875年）陸軍病馬院で解剖学御用掛を勤め、馬に関する解剖図を手掛ける。明治10年（1877年）西南戦争では大阪臨時軍事病院に出張を命じられ、石黒忠悳の指揮のもと多くの負傷者を写生した。同年の第1回内国勧業博覧会では「阿部川富士」を出品し、洋画の部では最高の鳳紋賞牌を受賞する。明治11年（1878年）浅草公園内に住み、専ら肖像画の注文に応じており、明治15年（1882年）には肖像画の注文を請け負う光彩社を設立する。この10年ほどが、芳柳にとって最も制作が充実した時期に当たる。

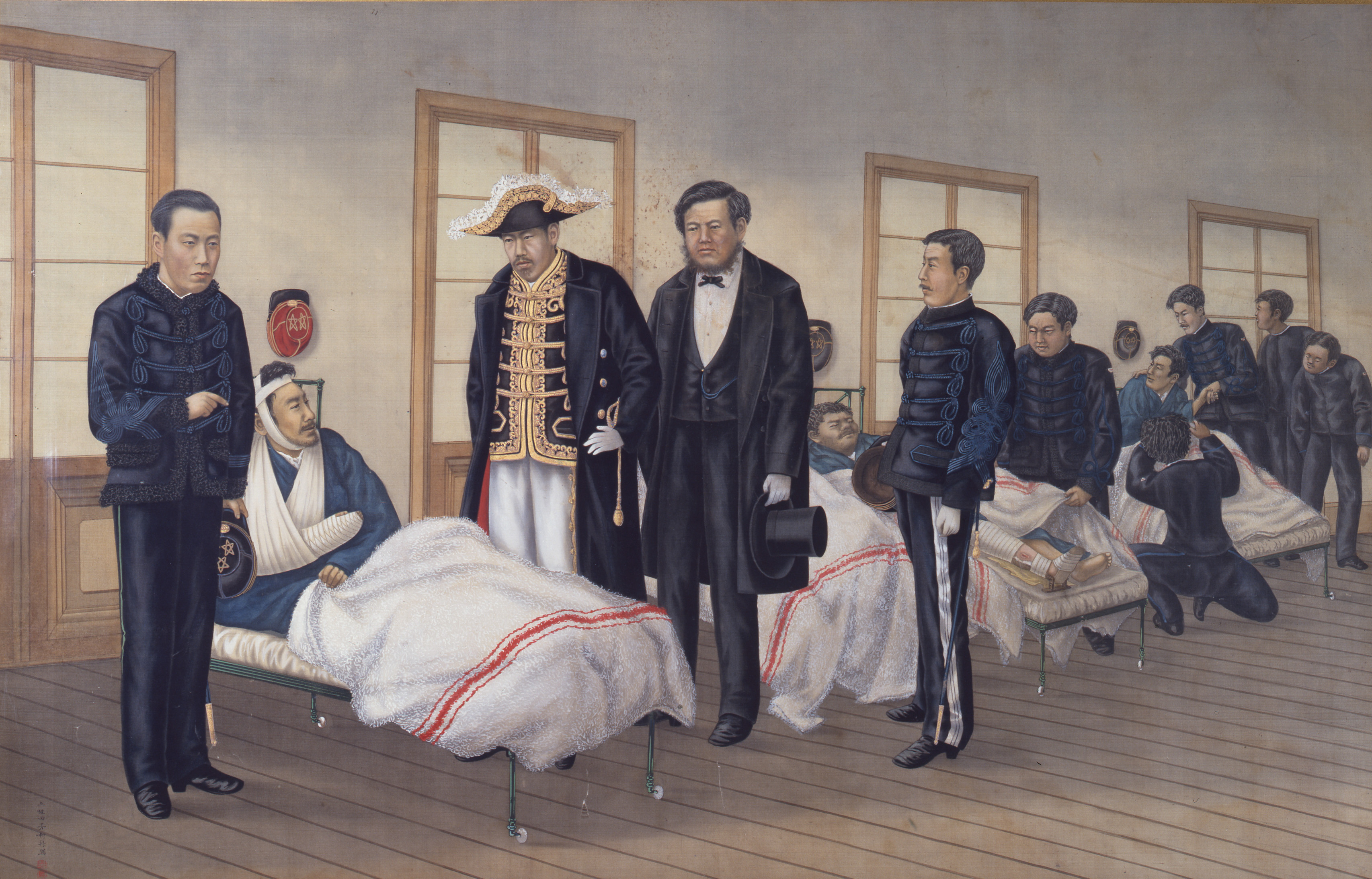
1877年

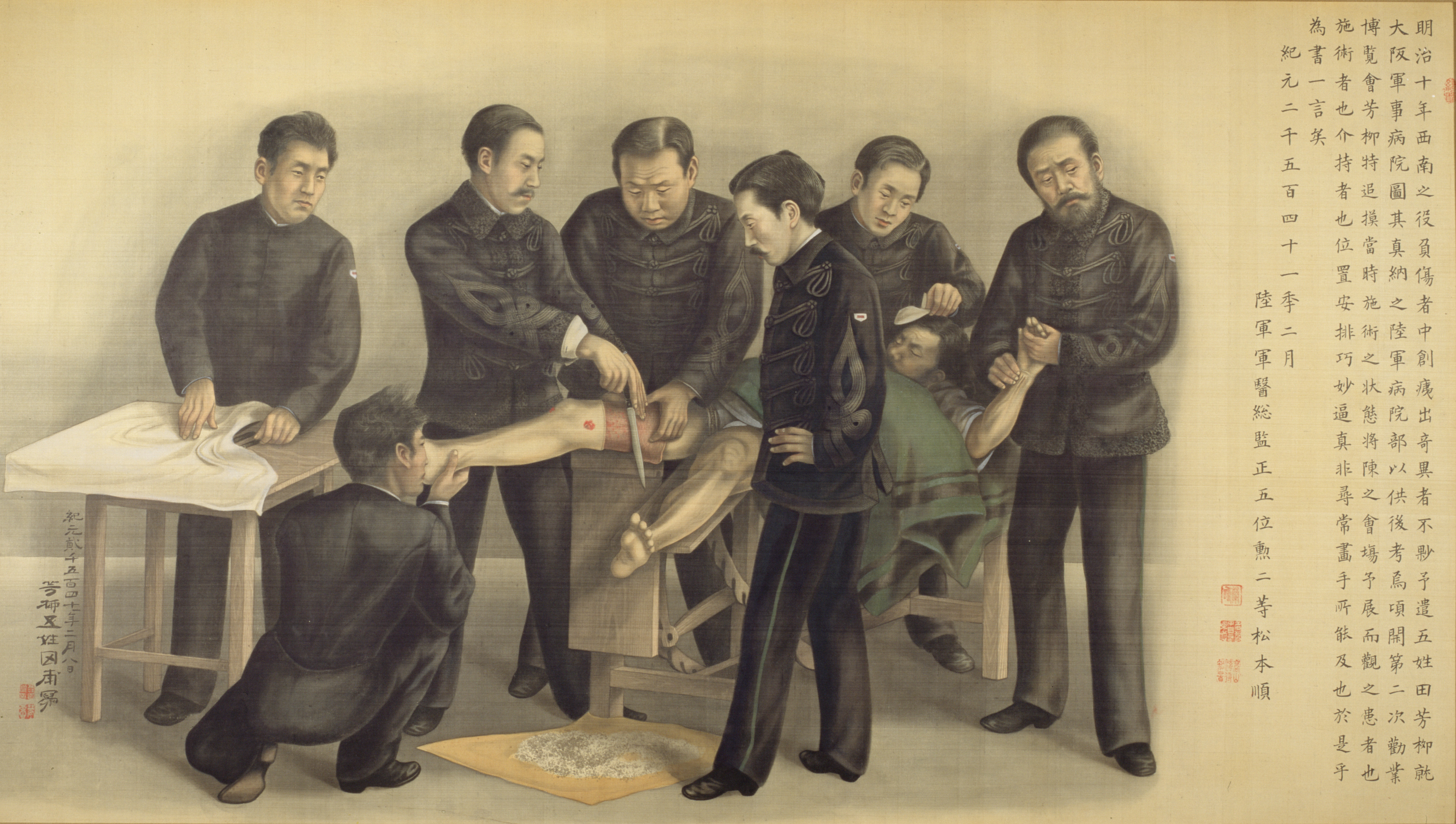
西南役大阪臨時病院負傷兵施術光景　(1881年)

明治17年（1884年）4月から7月にかけて文部省図画御用掛として新潟学校師範学教場に赴き、小学校教師に図画の講習を行う。明治18年（1885年）には号を養子に譲って、みずからは柳翁と称した。その後再び新潟など東北諸国を遊歴し、明治23年（1890年）アメリカに渡っている。帰国後、目を患ってほぼ失明し、他の病も発して没した。享年66。戒名は遊道院哲誉柳翁居士。墓所は港区白金三光町にある五姓田家の菩提寺・専心寺。
弟子のなかには、パリに絵画留学中、法律勉強のために渡仏してきた黒田清輝に画家になるよう勧めた山本芳翠、『明治初期洋画壇回顧』（1936年）という官学の洋画科ができる以前の洋画修業について貴重な証言を残した平木政次、他には羽山芳翠、加藤月柳、山村柳祥、柳秀、柳雪、柳義、富取芳斎、市邨松琴らがいる。

## 代表作
| 作品名                           | 技法             | 形状・員数             | 寸法（縦x横cm） | 所有者                 | 年代                      | 款記・印章                                                                                 | 備考 |
| -------------------------------- | ---------------- | ---------------------- | --------------- | ---------------------- | ------------------------- | ------------------------------------------------------------------------------------------ | --- |
| 子守図                           | 絹本水彩・岩絵具 | 1幅                    | 73.9x30.4       | 東京国立博物館         |                           | 無款/「芳柳画印」                                                                          | 公式サイトでは明治期と表記されているが、陰影が少なく類型的な描写や、他に例がない印章から元治元年（1864年）以前の初期の作品か。                                          |
| 西洋老婦人像                     | 絹本水彩         |                        |                 | 神奈川県立歴史博物館   | 1873年（明治6年）以前か   | 款記「Goseda,Horiu,Yokohama,Japan（Horiuの終わり2字は判別し難い）」                        | 芳柳のアルファベット落款は、本作と後述の六美人図しかなく貴重。 |
| アーネスト・サトウ画像           |                  | 1幅                    | 128.0x48.0      | 京都霊山歴史館         |                           | 無款記                                                                                     | |
| 明治天皇小直衣図                 | 絹本水彩         |                        |                 | 明治神宮宝物館         | 1873年（明治6年）         |                                                                                            | 明治天皇20歳時の肖像。明治4年11月23日（1872年1月3日）撮影の写真を元に制作。画稿が東京芸術大学大学美術館に現存する（外部リンク）                                         |
| 明治天皇軍服像                   | 絹本水彩         |                        |                 | 宮内庁保管             | 1873-74年（明治6-7年）    |                                                                                            | 明治5年8月に内田久一が撮影した翌6年10月新制の軍服を着用した肖像写真を元に制作。同じく画稿が東京芸術大学大学美術館にある（外部リンク）。                                 |
| 明治天皇傷病兵御慰問             | 絹本水彩         |                        |                 | 1877年（明治10年）     |                           | 靖国神社所蔵                                                                               | |
| 細川韶邦像                       |                  | 1873-74年（明治6-7年） |                 | 永青文庫               | 1878年（明治11年）3月2日  |                                                                                            | |
| 大坂陸軍臨時病院行幸の図         | 絹本水彩         |                        |                 | 靖国神社遊就館         | 1878年（明治11年）        |                                                                                            | |
| 西南役大阪臨時病院負傷兵施術光景 | 絹本水彩         | 額装1面                | 73.0x130.0      | 東京芸術大学大学美術館 | 1881年（明治14年）        |                                                                                            | 第2回内国勧業博覧会。松本良順賛。 |
| 新門辰五郎像                     | 絹本著色         |                        |                 | 元離宮二条城事務所     | 1881年（明治14年）9月14日 |                                                                                            | |
| 前田斉泰画像                     | 絹本著色         | 1幅                    | 70.0x40.7       | 尾山神社               | 1883年（明治16年）        |                                                                                            | 斉泰晩年の肖像写真を元に描いた作品。成巽閣にも芳柳が手がけた同様の斉泰画像がある。                                                                                      |
| 加賀藩士肖像画                   | 絹本著色         | 1幅                    | 100.4x33.0      | 石川県立歴史博物館     | 1883年（明治16年）        |                                                                                            | 像主は家紋などから加賀藩士・伴八矢と推測される。 |
| 第十三世中田清兵衛像             | 絹本著色         | 1幅                    | 112.0x40.0      | 個人                   | 1884年（明治17年）        |                                                                                            | 富山の薬売りの中でも最大手だった茶木屋の当主。箱書きに北陸を旅した時の作と記されている。                                                                                |
| 鈴木長蔵肖像                     | 絹本著色         | 額1面                  |                 | 新潟市歴史博物館       | 1885年（明治18年）        | 款記「紀元貳千五百四十五五月十一日 於新潟 五姓田芳柳写」/「五姓田芳柳印」朱文方印          | 新潟市指定文化財 |
| 八木朋直肖像                     | 絹本著色         | 1幅                    |                 | 新潟市歴史博物館       | 1887年（明治20年）        | 款記「明治二十年五月ニ十四日 五姓田柳翁写」/「芳」「柳」白文連印                           | 新潟市指定文化財 |
| 新潟萬代橋                       | 絹本著色         | 1幅                    |                 | 新潟市歴史博物館       | 1888年（明治21年）        | 款記「明治二十一年七月十日 為八木朋直君 於山形県米沢 五姓田芳柳」/「五姓田芳柳印」朱文方印 | 新潟市指定文化財 |
| 羅漢撫竜図                       |                  |                        |                 |                        | 1890年（明治23年）        |                                                                                            | 第3回内国勧業博覧会 |
| 佐藤信淵、平田篤胤像             |                  | 1幅                    |                 | 横手市教育委員会       |                           |                                                                                            | 横手市指定文化財 |
| 風俗図屏風                       | 紙本水彩         | 六曲一隻               |                 | 郡山市立美術館         |                           |                                                                                            | |
| 六美人図                         | 絹本水彩         | 6幅対                  |                 | 郡山市立美術館         |                           |                                                                                            | 元は上記の風俗図屏風の裏面に、各扇に1点ずつ貼り付けられていた。他の芳柳画と比べ、本作と風俗図屏風には色彩感覚や肖像画技術に距離があり、これらは工房作品とも考えられる。 |

## 参考図書
- 原色浮世絵大百科事典 第2巻 日本浮世絵協会編、大修館書店、1982年
- 山口正彦 「五姓田芳柳の肖像画 -上・下-」『Museum』第407-8号、東京国立博物館、1985年2-3月
- 神奈川県立歴史博物館 岡山県立美術館編集・発行 『特別展 五姓田のすべてー近代絵画への架け橋ー』 2008年8月8日
- 新潟市歴史博物館編集・発行 『新潟開港140周年記念事業 五姓田GOSEDA ー明治新潟の人々を描いた絵師ー』 2009年4月25日